# کیسلکا
کیسلکا (به چکی: Kyselka) یک منطقهٔ مسکونی در جمهوری چک است که در ناحیه کارلووی واری واقع شده‌است. کیسلکا ۶٫۴۸ کیلومتر مربع مساحت و ۸۰۰ نفر جمعیت دارد و ۳۵۸ متر بالاتر از سطح دریا واقع شده‌است.